# Świerzbiec właściwy
Świerzbiec właściwy, aksamitne ziarno (Mucuna pruriens) – gatunek rośliny z rodziny bobowatych. Pochodzi z Azji Wschodniej, Moluków i Filipin. Obecnie rozprzestrzenił się w całej strefie tropikalnej i występuje tu zarówno jako zdziczały, jak i roślina uprawiana.

## Morfologia
PokrójPółkrzew o wiotkich i dosyć długich łodygach.
LiścieTrójlistkowe, o długości do 10 cm.
OwocOwłosiony długimi, szczeciniastymi i parzącymi włoskami strąk o długości do 15 cm.

## Zastosowanie
- Roślina lecznicza. Jej nasiona zawierają będący prekursorem neurotransmitera dopaminy związek o nazwie Lewodopa – skuteczny lek przy leczeniu choroby Parkinsona.
- Istnieją odmiany słabo parzące, które uprawiane są na paszę dla zwierząt i na nawóz zielony
- Niektóre odmiany uprawiane są jako rośliny ozdobne.